# Watzmann
Le chaînon du Watzmann culmine au Watzmann central (Watzmann-Mittelspitze), qui avec 2 713 m d'altitude est le plus haut point de la région de Berchtesgaden en Bavière. Sa silhouette apparaît en toile de fond de la ville de Berchtesgaden.

## Géographie
Le Watzmann est principalement réputé pour sa face est d'une hauteur (1 800 m) sans équivalent dans les Alpes. La paroi est forme une vaste conque au-dessus de l'Eiskapelle située à 900 m d'altitude.
En dehors du sommet principal, le sommet le plus significatif du chaînon du Watzmann est le Watzmannfrau (nommé aussi le Petit Watzmann) d'une altitude de 2 307 m.

## Controverse
L'opinion largement répandue selon laquelle le Watzmann serait après la Zugspitze (2 962 m) la montagne la plus élevée l'Allemagne ne résiste pas à une analyse approfondie.
Dans le massif du Wetterstein en effet, il y a plusieurs élévations de plus grande altitude. La plupart d'entre elles sont situées près de la Zugspitze mais toutes ne sont pas considérées comme des sommets autonomes. Le Schneefernerkopf (2 874 m), au-dessus de la Schneefernerscharte (2 699 m), en est un : il peut donc alors être considéré comme le second sommet le plus élevé d'Allemagne.
Mais comme le Schneefernerkopf appartient au chaînon de la Zugspitze, alors le Hochwanner (2 744 m) peut aussi être considéré comme le second sommet le plus élevé d'Allemagne, puisqu'il est nettement séparé de la Zugspitze par le Reintal, le Gatterl et le Feldernjöchl. Il forme avec la crête principale du Wetterstein, dont il est le sommet le plus élevé, un chaînon autonome. Si l'on considère donc les seuls chaînons en entier, on atteste alors qu'en dehors de la Zugspitze, le Hochwanner est plus haut que le Watzmann.

## Alpinisme
La première ascension du sommet central (Mittelspitze) a été réalisée en 1799 ou août 1800 selon les sources par le slovène Valentin Stanic. La première ascension des trois pointes (Hocheck, Mittelspitze, Südspitze) a été réalisée en 1868 par le guide de Ramsau am Dachstein Johann Grill et Johann Punz. La face orientale du Watzmann (paroi la plus haute des Alpes orientales) a été également conquise pour la première fois par Johann Grill en 1881.
L'alpiniste Hermann Buhl a gravi la paroi du Watzmann en hiver, seul et de nuit.
Le Watzmannfrau (2 307 m) s'atteint par la voie la plus facile au départ de Kührointalm au nord, avec quelques passages en escalade aisée (deuxième degré). L'un d'entre eux, le Gendarme, est très aérien.

## La légende du Watzmann
Le massif du Watzmann est fréquemment photographié ou représenté depuis le nord : ainsi de gauche à droite sont alignés le Watzmannfrau (La Femme Watzmann), les enfants et le grand Watzmann (qui est composé des sommets les plus importants du massif), comme une « famille » qui serait en rang. Or, selon la légende, le pays aurait été autrefois dominé par le cruel roi Watzmann qui répandait avec sa femme et ses enfants la peur et l'effroi parmi les paysans. Alors que le roi rossait un paysan, la femme de celui-ci jura que par la volonté de Dieu le roi et sa famille seraient transformés en pierre. Et aussitôt, la terre s'ouvrit, cracha du feu et transforma le roi et sa famille en pierre. La légende dit aussi que le Königssee et l'Obersee sont remplis du sang de la cruelle famille royale.

Le Watzmann par Caspar David Friedrich, vers 1824-1825.
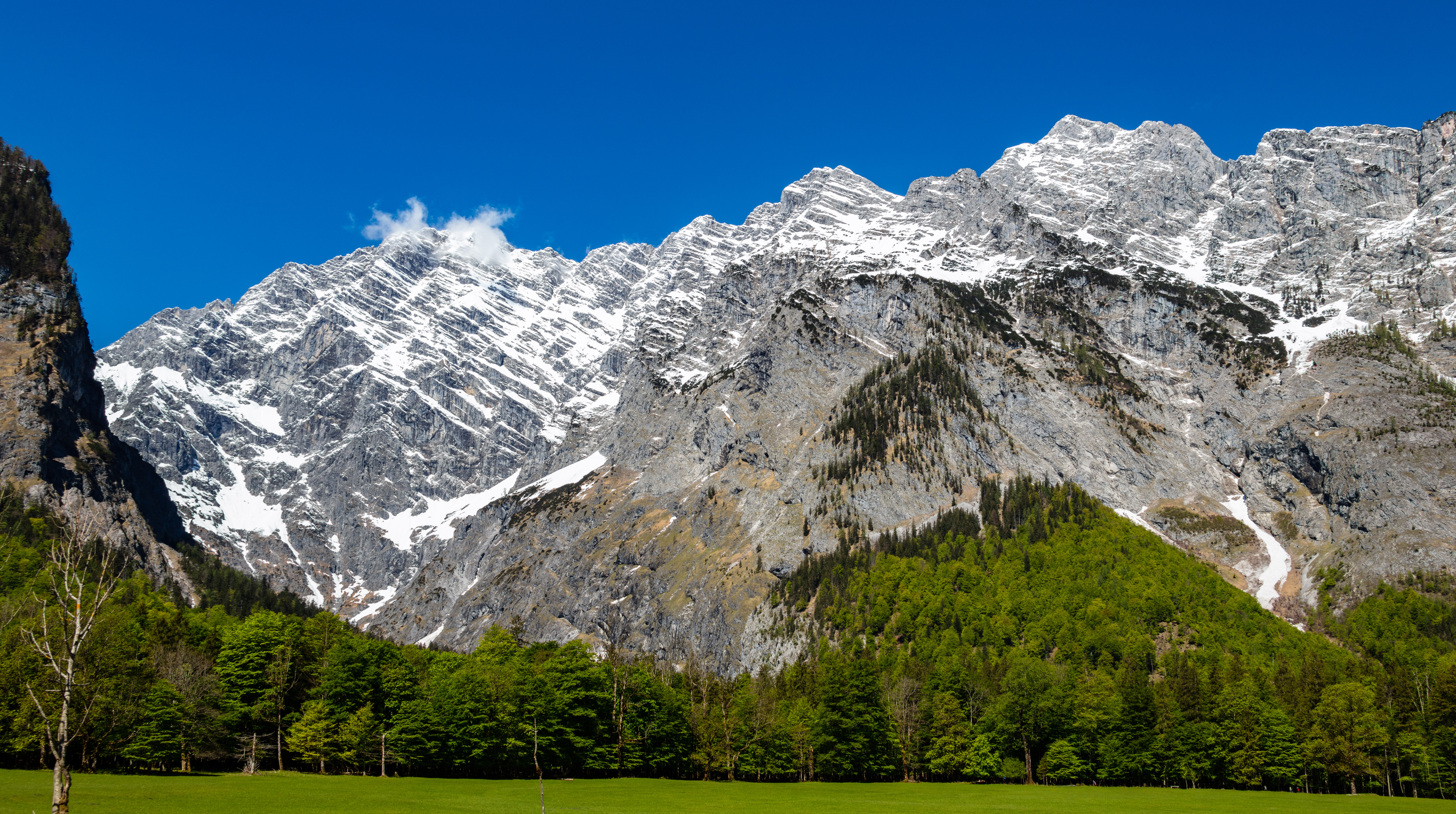
La face orientale du Watzmann.
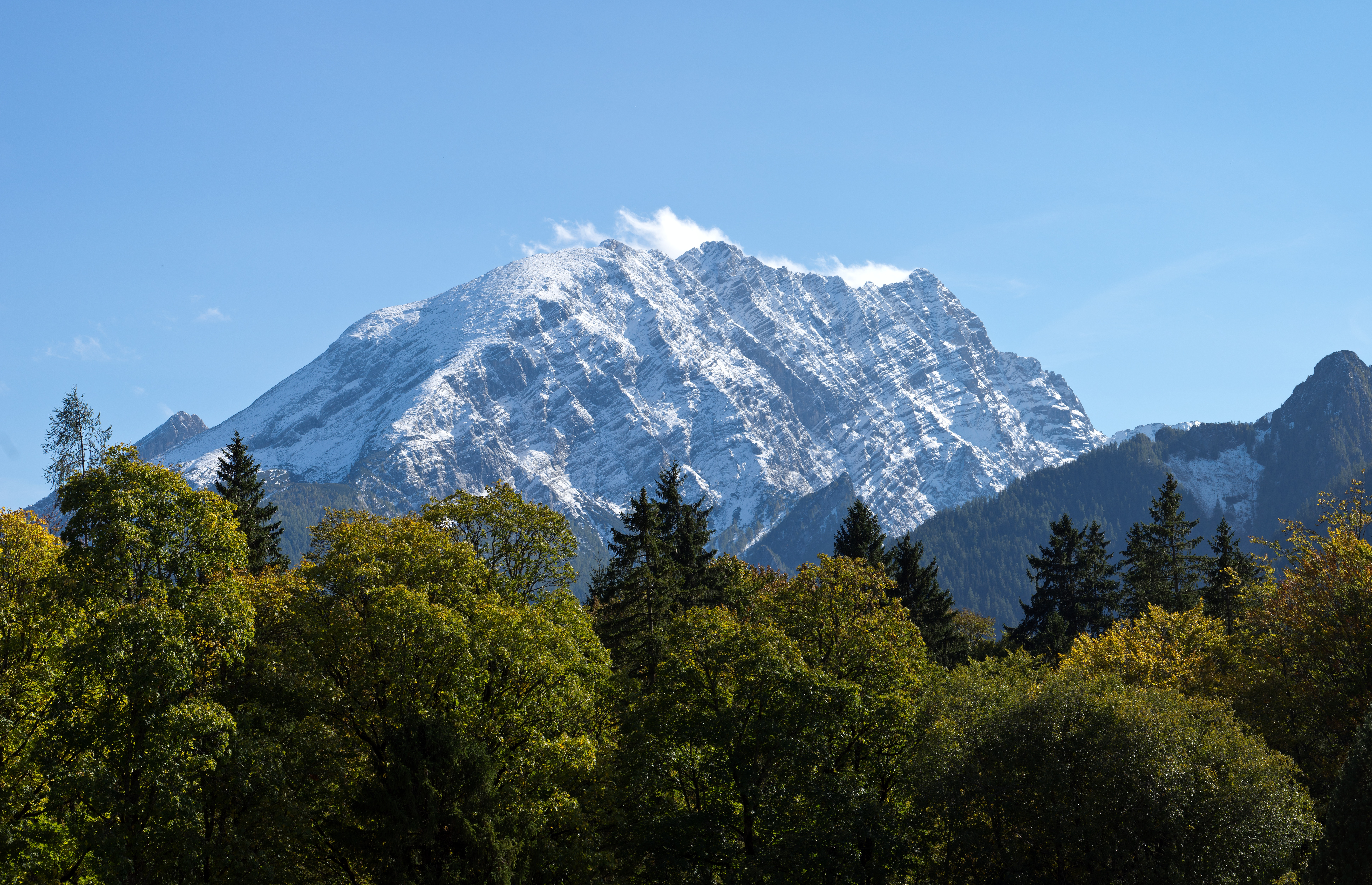
La face occidentale du Watzmann.
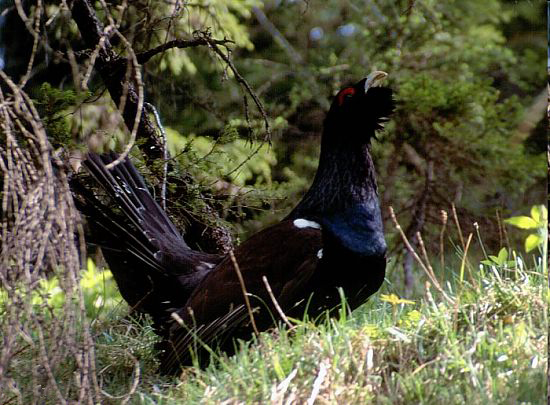
Grand Tétras sur le Watzmann.
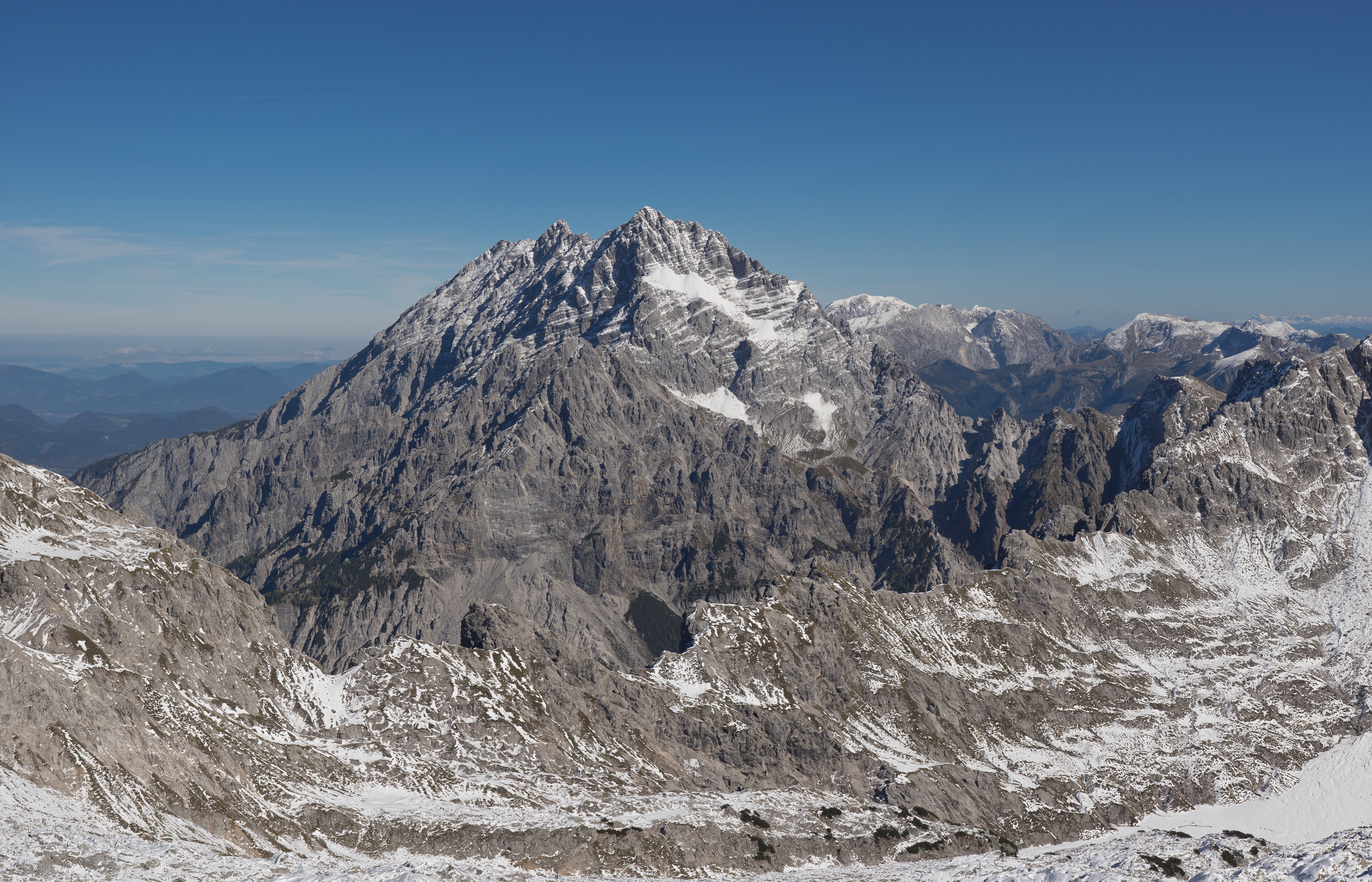
Le Watzmann vu du Seehorn.